# Secteur Ubaye
Le secteur Ubaye du secteur fortifié du Dauphiné de la ligne Maginot s'étendait de la ligne de crêtes séparant le Queyras de l'Ubaye jusqu’à la crête de Rougna (commune de Saint-Dalmas-le-Selvage) dans les Alpes-Maritimes.
Il était divisé en deux sous-secteurs, celui de l'Ubaye-Ubayette, au nord, et celui de Jausiers au sud.
En 1940, le secteur Ubaye était commandé par le colonel Dessaux. Les troupes d'intervalle étaient composées du 83e et 73e bataillons alpins de forteresse (BAF), du 299e régiment d'infanterie alpine et de sept sections d'éclaireurs-skieurs (SES) des régiments détachés dans le Nord de la France.

## Sources
- Henri Béraud, La seconde guerre mondiale dans les Hautes-Alpes et l'Ubaye, Société d'études des Hautes-Alpes, 1990.
- Philippe Lachal, Fortifications des Alpes, leur rôle dans les combats de 1939-1945, Ubaye-Ubayette-Restefond, Éditions du Fournel, 2006.
- Jean-Yves Mary, La ligne Maginot, ce qu'elle était, ce qu'il en reste, Sercap, 1985.
- Général Étienne Plan et Eric Lefevre, La bataille des Alpes, 10-25 juin 1940, Charles Lavauzelle, 1982.
- Pierre Rocolle, 2000 ans de fortifications française, Lavauzelle, 1989.
- Philippe Truttmann, La Muraille de France, ou La Ligne Maginot, Thionville, Éditions Klopp, 1985.